# Wayne Wright
Wayne Wright (* 4. September 1932 in Cincinnati; † 9. Mai 2008 in Long Island) war ein US-amerikanischer Jazzmusiker (Gitarre, Banjo) des Mainstream Jazz.

## Leben und Wirken
Wright wuchs in Detroit auf, wo er bereits als Jugendlicher in Jazzclubs spielte. 1960 zog er mit seiner Frau JoAnn nach New York City, wo er fortan als Musiker arbeitete und zunächst auf der Rhythmusgitarre hervortrat, u. a. als Begleitmusiker von Stars wie Judy Garland, Peggy Lee, Sammy Davis Jr. und Tony Bennett. Erste Aufnahmen entstanden 1963, als er Mitglied der Quincy Jones Big Band war (Plays Hip Hits, Maercury). In den folgenden Jahren arbeitete er mit Buddy Rich, Mel Tormé, Bobby Vinton, Bobby Hackett, Les Paul, Warren Vaché  und im Duo mit Marty Grosz;  mit dem Ruby Braff/George Barnes Quartet und als kurzzeitiges Mitglied des Count Basie Orchestra trat er 1973 bzw. 1974 in der Carnegie Hall auf, erneut 1978 bei Benny Goodman.
In den 1980er-Jahren spielte Wright mit Barbara Lea, Peter Dean, Peter Compo und Flip Phillips (A Real Swinger, 1988). Im Bereich des Jazz war er zwischen 1963 und 1988 an 33 Aufnahmesessions beteiligt. Lange Jahre war er als Musiker im Broadway-Musical How to Succeed in Business Without Really Trying beschäftigt. In den 1980er-Jahren konnte er den befreundeten Les Paul (der an Arthrose litt) überreden, erneut im Fat Tuesday’s aufzutreten. In seinen späteren Jahren litt Wright an der Chronisch obstruktiven Lungenerkrankung.

## Diskographische Hinweise
- Ruby Braff / George Barnes Quartet with John Giuffrida & Wayne Wright (Chiaroscuro Records, 1973)
- Marty Grosz/Wayne Wright: Let Your Fingers Do the Walking (Acoustic Guitar Duets) (Aviva, 1977)
- Marty Grosz/Wayne Wright: Goody Goody (Aviva, 1979)
- Ruby Braff & Woody Herman: It Had to Be Us (Chiaroscuro, 1980), mit John Bunch, Michael Moore, Jake Hanna